# شهرداری رونداله
شهرداری رونداله (به لاتین: Rundāle Municipality) یک شهرداری در لتونی است. شهرداری رونداله ۴٬۳۸۴ نفر جمعیت دارد.